# 神秘神学 (偽ディオニュシオス)
『神秘神学』ラテン語: De mystica theologia は、5世紀または6世紀の著者である偽ディオニュシオスの著作の一つである。これは短い著作であるが、その後のほとんどすべての神秘主義作家に何らかの影響を与えた。この影響は東方神学にすぐに現れることとなった。西方では、9世紀のヨハネス・スコトゥス・エリウゲナによる翻訳を待たなければならなかった。
同様の思想は、先例として、ニュッサのグレゴリオスの著作、特に『雅歌についての説教』、『モーセの生涯』の中に見出すことができる。

## 内容
- 神との合一を達成するための神秘主義の否定的手段として、感覚と知性を二重に放棄すること。
- 目に見えないもの、知り得ないものを見て知るために、すべての視覚と知識を放棄しよう。
- 神は超本質であり、つまり、感覚的かつ理解可能なものすべてを超えているため、何も肯定または否定できない至高の原因である。神秘体験は言い表すことができないこと。
- 肯定神学（神はXである）と否定神学（神はXではない）を区別する。これは、対立する神学の道ではなく、補完的な神学の道である[1]。
- 山登りとして例えられる神秘的な道と、神聖な静寂が支配する頂上に到達することとしての神聖な合一。
- 神秘体験の理解不能性を、暗闇の光線、不可知の暗闇、光り輝く暗闇、理解できない暗闇として描写する。